# Banchus pictus
Banchus pictus är en stekelart som beskrevs av Fabricius 1798. Banchus pictus ingår i släktet Banchus och familjen brokparasitsteklar. Arten är reproducerande i Sverige. Inga underarter finns listade.

## Bildgalleri

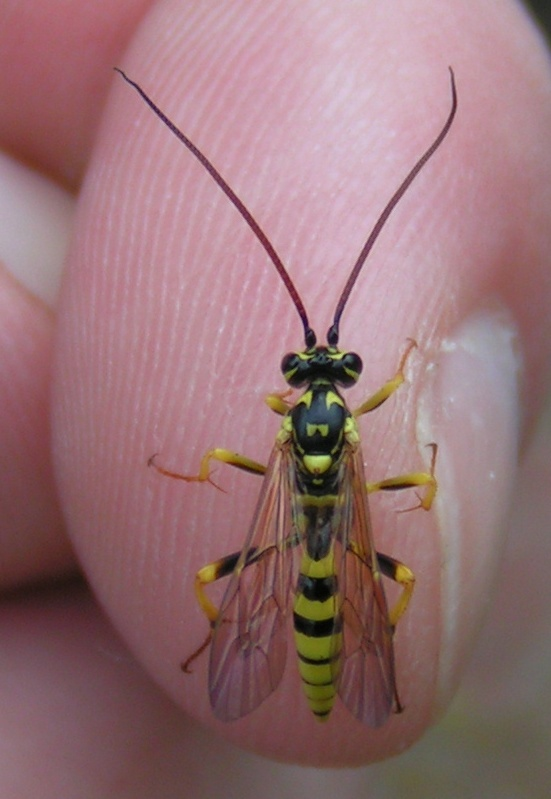